# Filmfare Award per il miglior film
Il Filmfare Award per il miglior film viene assegnato dalla rivista Filmfare come parte dell'annuale premiazione dei Filmfare Awards, dedicati al cinema indiano. La seguente lista mostra i film vincitori e nominati di ogni anno.
- 1954
  - Do Bigha Zamin - Bimal Roy Productions - Bimal Roy
- 1955
  - Boot Polish - R.K. Films - Raj Kapoor
- 1956
  - Jagriti - Filmistan - Sashadhar Mukherjee
  - Azaad - Pakshiraj Studios - S.M.S Naidu
  - Biraj Bahu - Hiten Chaudhury Productions - Hiten Choudhury
- 1957
  - Jhanak Jhanak Payal Baaje - Rajkamal Kala Mandir - Rajaram Vankudre Shantaram
- 1958
  - Mother India - Mehboob Productions - Mehboob Khan
- 1959
  - Madhumati - Bimal Roy Productions - Bimal Roy
  - Sadhna - B.R. Films - B.R. Chopra
  - Talaaq - Anupam Chitra - Mahesh Kaul, Mukhram Sharma
- 1960
  - Sujata - Bimal Roy Productions - Bimal Roy
  - Anari - L.B. Films - L.B. Lachman
  - Chhoti Bahen - Prasad Productions - L.V. Prasad
- 1961
  - Mughal-E-Azam - Sterling Investment - K. Asif
  - Masoom - Bani Rupa Chitra
  - Parakh - Bimal Roy Productions - Bimal Roy
- 1962
  - Jis Desh Mein Ganga Behti Hai - R.K. Films - Raj Kapoor
  - Gunga Jumna - Citizen Films - Dilip Kumar
  - Kanoon - B.R. Films - B.R. Chopra
- 1963
  - Saahib Bibi Aur Ghulam - Guru Dutt Films - Guru Dutt
  - Bees Saal Baad - Geetanjali Pictures - Hemanta Mukherjee
  - Rakhi - Prabhuram Pictures - A. Bhimsingh
- 1964
  - Bandini - Bimal Roy Productions - Bimal Roy
  - Dil Ek Mandir - Chitralaya Films
  - Gumrah - B.R. Films - B.R. Chopra
- 1965
  - Dosti - Rajshri Productions - Tarachand Barjatya
  - Sangam - R.K. Films - Raj Kapoor
  - Shehar Aur Sapna - Naya Sansar - Khwaja Ahmad Abbas
- 1966
  - Himalaya Ki God Mein - Shri Prakash Pictures - Shankerbhai Bhatt
  - Haqeeqat - Himalaya Films - Chetan Anand
  - Waqt - B.R. Films - B.R. Chopra
- 1967
  - Guide - Navketan Films - Dev Anand
  - Anupama - L.B. Films - L.B. Lachman
  - Mamta - Charu Chitra
- 1968
  - Upkaar - V.I.P. Films - Harkishen R. Mirchandani, R.N. Goswami
  - Mehrbaan - AVM Productions - A.V. Meiyappan
  - Milan - Prasad Productions - L.V. Prasad
- 1969
  - Brahmachari - Sippy Films - G.P. Sippy
  - Ankhen - Sagar Art International - Ramanand Sagar
  - Neel Kamal - Kalpanalok - Pannalal Maheshwari
- 1970
  - Aradhana - Shakti Films - Shakti Samanta
  - Aashirwad - Rupam Chitra - N.C. Sippy, Hrishikesh Mukherjee
  - Jeene Ki Raah - Prasad Productions - L.V. Prasad
- 1971
  - Khilona - Prasad Productions - L.V. Prasad
  - Do Raaste - Raj Khosla Films - Raj Khosla
  - Pehchaan - Filmnagar - Sohanlal Kanwar
- 1972
  - Anand - Rupam Chitra - N.C. Sippy, Hrishikesh Mukherjee
  - Mera Naam Joker - R.K. Films - Raj Kapoor
  - Naya Zamana - Pramod Films - Pramod Chakravorty
- 1973
  - Be-Imaan - Filmnagar - Sohanlal Kanwar
  - Anubhav - Aarohi Film Makers - Basu Bhattacharya
  - Pakeezah - Mahal Pictures - Kamal Amrohi
- 1974
  - Anuraag - Shakti Films - Shakti Samanta
  - Aaj Ki Taaza Khabar - Kiron Productions - Rajendra Bhatia
  - Bobby - R.K. Films - Raj Kapoor
  - Koshish - Raj N. Sippy, Ronu N. Sippy
  - Zanjeer - Prakash Mehra Productions - Prakash Mehra
- 1975
  - Rajnigandha' - Devki Chitra - Suresh Jindal
  - Ankur - Blaze Film Enterprises - Lalit M. Bijlani, Freni Variava
  - Garam Hawa - Unit 3 mm - Ishan Arya, M.S. Sathyu, Abu Siwani
  - Kora Kagaz - Shreeji Films - Sanat Kothari
  - Roti Kapda Aur Makaan - V.I.P. Films - Manoj Kumar
- 1976
  - Deewar - Trimurti Films - Gulshan Rai
  - Aandhi - Filmyug - J. Om Prakash
  - Amanush - Shakti Films - Shakti Samanta
  - Sanyasi - Filmnagar - Sohanlal Kanwar
  - Sholay - Sippy Films - G.P. Sippy
- 1977
  - Mausam - Sunandini Pictures - P. Mallikharjuna Rao
  - Chhoti Si Baat - B.R. Films - B.R. Chopra
  - Chitchor - Rajshri Productions - Tarachand Barjatya
  - Kabhi Kabhie - Yash Raj Films - Yash Chopra
  - Tapasya - Rajshri Productions - Tarachand Barjatya
- 1978
  - Bhumika - Blaze Film Enterprises - Lalit M. Bijlani, Freni Variava
  - Amar Akbar Anthony - MKD Films Combine - Manmohan Desai
  - Gharaonda - Climb Films - Bhimsain
  - Manthan - Gujarat Milk Co-Op Marketing Federation Ltd.
  - Swami - Jayasarathy Combine - Jaya Chakravarthy
- 1979
  - Main Tulsi Tere Aangan Ki - Raj Khosla Films - Raj Khosla
  - Ankhiyon Ke Jharokhon Se - Rajshri Productions - Tarachand Barjatya
  - Muqaddar Ka Sikandar - Prakash Mehra Productions - Prakash Mehra
  - Shatranj Ke Khiladi - Devki Chitra - Suresh Jindal
  - Trishul - Trimurti Films - Gulshan Rai
- 1980
  - Junoon - Film-Valas - Shashi Kapoor
  - Amar Deep - Sujatha International - K. Balajee
  - Kaala Patthar - Yash Raj Films - Yash Chopra
  - Noorie - Yash Raj Films - Yash Chopra
  - Sargam - N.N. Sippy Productions - N.N. Sippy
- 1981
  - Khubsoorat - Rupam Chitra - N.C. Sippy, Hrishikesh Mukherjee
  - Aakrosh - Krsna Movies Enterprises - Devi Dutt, Narayan Kenny
  - Aasha - Filmyug - J. Om Prakash
  - Insaaf Ka Tarazu - B.R. Films - B.R. Chopra
  - Thodisi Bewafai - Konark Kombine International - Srichand Asrani, Nand Mirani
- 1982
  - Kalyug - Film-Valas - Shashi Kapoor
  - Baseraa - Rose Movies - Ramesh Behl
  - Chakra - Neo Films - Manmohan Shetty, Pradeep Uppoor
  - Chashme Buddoor - PLA Productions - Gul Anand
  - Ek Duuje Ke Liye - Prasad Productions - L.V. Prasad
- 1983
  - Shakti - M.R. Productions - Mushir Alam, Mohammad Riaz
  - Bazaar - New Wave Production - Vijay Talwar
  - Nikaah - B.R. Films - B.R. Chopra
  - Prem Rog - R.K. Films - Raj Kapoor
  - Vidhaata - Trimurti Films - Gulshan Rai
- 1984
  - Ardh Satya - Neo Films - Manmohan Shetty, Pradeep Uppoor
  - Arth - Anu Arts - Kuljit Pal
  - Avtaar - Emkay Enterprises - Mohan Kumar
  - Betaab - Vijeta Films - Bikram Singh Dahal
  - Masoom - Krsna Movies Enterprises - Devi Dutt, Chanda Dutt
- 1985
  - Sparsh - Basu Bhattacharya
  - Aaj Ki Aawaz - B.R. Films - B.R. Chopra
  - Jaane Bhi Do Yaaro - National Film Development Corporation
  - Saaransh - Rajshri Productions - Tarachand Barjatya
  - Sharabi - Satyendra Pal
- 1986
  - Ram Teri Ganga Maili - R.K. Films - Raj Kapoor
  - Arjun - Cineyugg Films - Karim Morani, Sunil Soorma
  - Ghulami - Nadiadwala Sons - Farukh Nadiadwala
  - Meri Jung - N.N. Sippy Productions - N.N. Sippy
  - Saagar - Sippy Films - G.P. Sippy
  - Tawaif - Sunrise Productions - R.C. Kumar
- 1987 - Nessuna premiazione
- 1988 - Nessuna premiazione
- 1989
  - Qayamat Se Qayamat Tak - Nasir Hussain Films - Nasir Hussain
  - Khoon Bhari Maang - Film Kraft - Rakesh Roshan
  - Tezaab - N. Chandra Productions- N. Chandra
- 1990
  - Maine Pyar Kiya - Rajshri Productions - Tarachand Barjatya
  - Chandni - Yash Raj Films - Yash Chopra
  - Parinda - Vinod Chopra Productions - Vidhu Vinod Chopra
  - Ram Lakhan - Mukta Arts - Ashok Ghai, Subhash Ghai
  - Salaam Bombay! - Mirabai Films - Mira Nair
- 1991
  - Ghayal - Vijeta Films - Dharmendra
  - Agneepath - Dharma Productions - Yash Johar
  - Dil - Maruti International - Indra Kumar, Ashok Thakeria
  - Pratibandh - Geetha Arts - Allu Aravind
- 1992
  - Lamhe - Yash Raj Films - Yash Chopra
  - Dil Hai Ki Manta Nahin - Vishesh Films / T-Series - Mukesh Bhatt, Gulshan Kumar
  - Henna - R.K. Films - Randhir Kapoor
  - Saajan - Divya Films International - Sudhakar Bokade
  - Saudagar - Mukta Arts - Subhash Ghai
- 1993
  - Jo Jeeta Wohi Sikandar - Nasir Hussain Films - Nasir Hussain
  - Beta - Maruti International - Indra Kumar, Ashok Thakeria
  - Khuda Gawah - Glamour Films - Nazir Ahmed, Manoj Desai
- 1994
  - Hum Hain Rahi Pyar Ke - Tahir Hussain Enterprises - Tahir Hussain
  - Aankhen - Chiragdeep International - Pahlaj Nihalani
  - Baazigar - United Seven Combines - Ganesh Jain
  - Damini - Cineyugg Entertainment - Aly Morani, Karim Morani, Bunty Soorma
  - Khalnayak - Mukta Arts - Subhash Ghai
- 1995
  - Hum Aapke Hain Koun...! -  - Ajit Kumar Barjatya, Kamal Kumar Barjatya, Rajkumar Barjatya
  - 1942 A Love Story - Vinod Chopra Productions - Vidhu Vinod Chopra
  - Andaz Apna Apna - Vinay Pictures - Vinay Kumar Sinha
  - Krantiveer - Mehul Movies - Mehul Kumar
  - Mohra - Trimurti Films - Gulshan Rai
- 1996
  - Dilwale Dulhania Le Jayenge - Yash Raj Films - Yash Chopra
  - Akele Hum Akele Tum - United Seven Combines - Ratan Jain
  - Karan Arjun - Film Kraft - Rakesh Roshan
  - Raja - Maruti International - Indra Kumar, Ashok Thakeria
  - Rangeela - Varma Corporation - Ram Gopal Varma
- 1997
  - Raja Hindustani - Cineyugg Entertainment - Aly Morani, Karim Morani, Bunty Soorma
  - Agni Sakshi - Neha Films - Binda Thackeray
  - Bandit Queen - Kaleidoscope Entertainment - Bobby Bedi
  - Khamoshi: The Musical - Polygram Filmed Entertainment - Sibte Hassan Rizvi
  - Maachis - Pan Pictures - R.V. Pandit
- 1998
  - Dil To Pagal Hai - Yash Raj Films - Yash Chopra
  - Border - J.P. Films - J.P. Dutta
  - Gupt - Trimurti Films - Gulshan Rai
  - Pardes - Mukta Arts - Subhash Ghai
  - Virasat - M.R. Productions - Mushir Alam, Mohammad Riaz
- 1999
  - Kuch Kuch Hota Hai - Dharma Productions - Yash Johar
  - Ghilman - Vishesh Films - Mukesh Bhatt
  - Pyaar Kiya To Darna Kya - G.S. Entertainment - Sohail Khan
  - Pyaar To Hona Hi Tha - Baba Films - Gordhan Tanwani
  - Satya - Varma Corporation - Ram Gopal Varma
- 2000
  - Hum Dil De Chuke Sanam - Bhansali Films - Sanjay Leela Bhansali
  - Biwi No.1 - Puja Films - Vashu Bhagnani
  - Sarfarosh - Cinematt Pictures - John Matthew Matthan
  - Taal - Mukta Arts - Subhash Ghai
  - Vaastav - Adishakti Films - Deepak Nikhalje
- 2001
  - Kaho Naa... Pyaar Hai - Film Kraft - Rakesh Roshan
  - Dhadkan - United Seven Combines - Ratan Jain
  - Josh - United Seven Combines - Ganesh Jain
  - Mission Kashmir - Vinod Chopra Productions - Vidhu Vinod Chopra
  - Mohabbatein - Yash Raj Films - Yash Chopra
- 2002
  - Lagaan - C'era una volta in India - Aamir Khan Productions - Aamir Khan
  - Asoka - Dreamz Unlimited - Shah Rukh Khan, Juhi Chawla
  - Dil Chahta Hai - Excel Entertainment - Ritesh Sidhwani
  - Gadar: Ek Prem Katha - Zee Telefilms - Nitin Keni
  - Kabhi Khushi Kabhi Gham - Dharma Productions - Yash Johar
- 2003
  - Devdas - Mega Bollywood - Bharat Shah
  - Company - Varma Corporation - Ram Gopal Varma
  - Humraaz - Venus Films - Ratan Jain, Ganesh Jain
  - Kaante - White Feather Films / Pritish Nandy Communications / Film Club - Sanjay Gupta, Lawrence Mortorff, Pritish Nandy, Raju Patel
  - Raaz - Vishesh Films - Mukesh Bhatt
- 2004
  - Koi... Mil Gaya - Film Kraft - Rakesh Roshan
  - Baghban - B.R. Films - B.R. Chopra
  - Tere Naam - MD Productions - Sunil Manchanda, Mukesh Talreja
  - Tomorrow May Never Come - Dharma Productions - Yash Johar, Karan Johar
  - Munnabhai M.B.B.S. - Vinod Chopra Productions - Vidhu Vinod Chopra
- 2005
  - Veer-Zaara - Yash Raj Films - Yash Chopra, Aditya Chopra
  - Dhoom - Yash Raj Films - Yash Chopra, Aditya Chopra
  - Io & tu - Confusione d'amore - Yash Raj Films - Yash Chopra
  - Main Hoon Na - Red Chillies Entertainment - Shah Rukh Khan, Gauri Khan
  - Una luce dal passato - Ashutosh Gowariker Productions - Ashutosh Gowariker
- 2006
  - Black - SLB Films - Sanjay Leela Bhansali
  - Bunty Aur Babli - Yash Raj Films - Yash Chopra, Aditya Chopra
  - No Entry - S.K. Films Enterprises - Boney Kapoor, Surinder Kapoor
  - Page 3 - Lighthouse Entertainment - Bobby Pushkarna, Kavita Pushkarna
  - Parineeta - Vinod Chopra Productions - Vidhu Vinod Chopra
- 2007
  - Rang De Basanti - UTV Motion Pictures / Rakeysh Omprakash Mehra Pictures - Ronnie Screwvala, Rakeysh Omprakash Mehra
  - Dhoom 2 - Yash Raj Films - Yash Chopra, Aditya Chopra
  - Don - The Chase Begins Again - Excel Entertainment - Ritesh Sidhwani, Farhan Akhtar
  - Non dire mai addio - Dharma Productions - Hiroo Johar
  - Krrish - Film Kraft - Rakesh Roshan
  - Lage Raho Munnabhai - Vinod Chopra Productions - Vidhu Vinod Chopra
- 2008
  - Stelle sulla terra- Aamir Khan Productions - Aamir Khan
  - Chak De! India - Yash Raj Films - Yash Chopra, Aditya Chopra
  - Guru - Madras Talkies - Mani Ratnam, G. Srinivasan
  - L'amore arriva in treno - Shree Ashtavinayak Cine Vision - Dhilin Mehta
  - Om Shanti Om - Red Chillies Entertainment - Shah Rukh Khan, Gauri Khan
- 2009
  - La sposa dell'imperatore - Ashutosh Gowariker Productions / UTV Motion Pictures - Ashutosh Gowariker, Ronnie Screwvala
  - Dostana - Dharma Productions - Karan Johar, Prashant Shah
  - Ghajini - Geetha Arts - Allu Aravind, Tagore Madhu, Madhu Mantena
  - Jaane Tu Ya Jaane Na - Aamir Khan Productions - Aamir Khan, Mansoor Khan
  - Un incontro voluto dal cielo - Yash Raj Films - Yash Chopra, Aditya Chopra
  - Rock On!! - Excell Entertainment - Farhan Akhtar, Ritesh Sidhwani
- 2010
  - 3 Idiots - Vinod Chopra Productions - Vidhu Vinod Chopra
  - Dev.D - UTV Motion Pictures - Ronnie Screwvala
  - Kaminey - UTV Motion Pictures - Ronnie Screwvala
  - Love Aaj Kal - Illuminati Films - Saif Ali Khan, Dinesh Vijan
  - Paa - AB Corp Ltd. - Amitabh Bachchan, Sunil Manchanda
  - Wake Up Sid - Dharma Productions - Karan Johar, Hiroo Johar
- 2011
  - Dabangg - Arbaaz Khan Productions - Arbaaz Khan
  - Band Baaja Baaraat - Yash Raj Films - Yash Chopra, Aditya Chopra
  - Il mio nome è Khan - Dharma Productions, Red Chillies Entertainment - Hiroo Johar, Gauri Khan
  - Peepli Live - Aamir Khan Productions - Aamir Khan
  - Udaan - UTV Motion Pictures, Anurag Kashyap Films - Ronnie Screwvala, Anurag Kashyap, Sanjay Singh
- 2012
  - Zindagi Na Milegi Dobara – Excel Entertainment – Farhan Akhtar, Ritesh Sidhwani
  - Delhi Belly – Aamir Khan Productions, UTV Motion Pictures – Aamir Khan, Kiran Rao, Ronnie Screwvala
  - Don 2 – Excel Entertainment, Reliance Entertainment – Farhan Akhtar, Ritesh Sidhwani, Shah Rukh Khan
  - No One Killed Jessica – UTV Spotboy – Ronnie Screwvala
  - Rockstar – Shree Ashtavinayak Cine Vision Ltd, Eros International – Dhilin Mehta
  - The Dirty Picture – ALT Entertainment & Balaji Motion Pictures – Ekta Kapoor, Shobha Kapoor
- 2013
  - Barfi! – UTV Motion Pictures – Ronnie Screwvala e Siddharth Roy Kapur
  - English Vinglish – Eros Entertainment - Sunil Lulla, R. Balki, e Rakesh Jhunjhunwala
  - Gangs of Wasseypur – Viacom 18 Motion Pictures – Anurag Kashyap e Sunil Bohra
  - Kahaani – Viacom 18 Motion Pictures, Pen India Pvt. Ltd. – Sujoy Ghosh e Kushal Kantilal Gada
  - Vicky Donor – Eros Entertainment, John Abraham Entertainment – John Abraham
- 2017
  - Dangal - Walt Disney Pictures, Aamir Khan Productions, UTV Motion Pictures - Aamir Khan, Kiran Rao, Siddharth Roy Kapoor
  - Kapoor & Sons - Dharma Productions, Fox Star Studios - Hiroo Yash Johar, Karan Johar, Apoorva Mehta
  - Neerja - Bling Unplugged, Fox Star Studios - Atul Kasbekar, Shanti Sivaram Maini
  - Pink - Rising Sun Films, Rashmi Sharma Telefilms - Rashmi Sharma, Ronnie Lahiri, Sheel Kumar, Shoojit Sircar
  - Sultan - Yash Raj Films - Aditya Chopra
  - Udta Punjab - Balaji Motion Pictures, Phantom Films - Shobha Kapoor, Ekta Kapoor, Anurag Kashyap, Vikramaditya Motwane, Aman Gill, Vikas Bahl, Sameer Nair, Madhu Mantena